# Otto Zytphen-Adeler
Gebhard Elimar Otto baron Zytphen-Adeler (født 2. november 1843, død 20. august 1917) var en dansk landmand og hofjægermester, bror til Frederik og Christopher Zytphen-Adeler.
Han var søn af lensbaron G.F.O. Zytphen-Adeler og hustru født Løvenskiold. Han var forpagter af Marienberg ved Vordingborg og blev hofjægermester.
Han blev gift 2. juli 1872 med Elisabeth Auguste Anna de Falsen (1. juli 1850 - 18. juli 1921 i Roskilde), datter af kaptajn Enevold de Falsen og Auguste Alexandrine født Christmas. Hun var indtil da indskrevet i Vallø Stift.